# Seznam ministrů dopravy Československa
Toto je seznam ministrů dopravy Československa, který obsahuje chronologický přehled všech členů vlád Československa působících v tomto úřadu (včetně ministrů zasedajících v těchto vládách pod odvozenými oficiálními názvy rezortu, jako ministr dopravy a spojů apod.)

## Ministři dopravy druhé československé republiky 1938–1939
| # | Jméno       | Fotografie | Strana    | Vláda              | Funkční období                     | Poznámky        |
| - | ----------- | ---------- | --------- | ------------------ | ---------------------------------- | --------------- |
| 1 | Alois Eliáš |            | nestraník | 1. vláda R. Berana | 1. prosince 1938 – 15. března 1939 | Ministr dopravy |

## Ministři dopravy poválečného Československa
| # | Jméno            | Fotografie            | Strana    | Vláda                                                   | Funkční období                     | Poznámky                                                      |
| - | ---------------- | --------------------- | --------- | ------------------------------------------------------- | ---------------------------------- | ------------------------------------------------------------- |
| 1 | Antonín Hasal    | Není dostupný portrét | nestraník | 1. vláda Z. Fierlingera 2. vláda Z. Fierlingera         | 4. dubna 1945 – 2. července 1946   | Ministr dopravy                                               |
| 2 | Ivan Pietor      |                       | DS        | 1. vláda K. Gottwalda                                   | 2. července 1946 – 20. února 1948  | Ministr dopravy                                               |
| 3 | Alois Petr       |                       | ČSL       | 2. vláda K. Gottwalda vláda A. Zápotockého              | 25. února 1948 – 14. prosince 1951 | Ministr dopravy                                               |
| 4 | Antonín Pospíšil |                       | ČSL       | vláda A. Zápotockého a V. Širokého 2. vláda V. Širokého | 14. prosince 1951 – 8. ledna 1958  | Ministr dopravy                                               |
| 5 | František Vlasák | Není dostupný portrét | KSČ       | 2. vláda V. Širokého 3. vláda V. Širokého               | 8. ledna 1958 – 5. ledna 1963      | Ministr dopravy, od 11. července 1960 ministr dopravy a spojů |
| 6 | František Vokáč  | Není dostupný portrét | KSČ       | 3. vláda V. Širokého                                    | 5. ledna 1963 – 20. září 1963      | Ministr dopravy a spojů datum úmrtí 7.8.1972                  |
| 7 | Alois Indra      | Není dostupný portrét | KSČ       | vláda J. Lenárta                                        | 20. září 1963 – 8. dubna 1968      | Ministr dopravy                                               |
| 8 | František Řehák  | Není dostupný portrét | KSČ       | 1. vláda O. Černíka                                     | 8. dubna 1968 – 31. prosince 1968  | Ministr dopravy                                               |

## Federální ministři dopravy Československa
| # | Jméno             | Fotografie            | Strana  | Vláda | Funkční období                      | Poznámky                                                                              |
| - | ----------------- | --------------------- | ------- | --- | ----------------------------------- | ------------------------------------------------------------------------------------- |
| 1 | František Řehák   | Není dostupný portrét | KSČ     | 2. vláda O. Černíka                                                                                           | 1. ledna 1969 – 29. září 1969       | Ministr – předseda Výboru pro dopravu                                                 |
| 2 | Jaroslav Knížka   | Není dostupný portrét | KSČ     | 3. vláda O. Černíka 1. vláda L. Štrougala                                                                     | 29. září 1969 – 1. ledna 1971       | Ministr – předseda Výboru pro dopravu datum úmrtí 15. listopadu 1990 (ve věku 74 let) |
| 3 | Štefan Šutka      | Není dostupný portrét | KSS     | 1. vláda L. Štrougala 2. vláda L. Štrougala                                                                   | 1. ledna 1971 – 21. listopadu 1975  | Ministr dopravy datum úmrtí 20. června 1994 (ve věku 72 let)                          |
| 4 | Vladimír Blažek   | Není dostupný portrét | KSČ     | 2. vláda L. Štrougala 3. vláda L. Štrougala 4. vláda L. Štrougala 5. vláda L. Štrougala 6. vláda L. Štrougala | 21. listopadu 1975 – 11. října 1988 | Ministr dopravy, od 21. dubna 1988 ministr dopravy a spojů                            |
| 5 | František Podlena | Není dostupný portrét | KSČ     | vláda L. Adamce 1. vláda M. Čalfy                                                                             | 11. října 1988 – 27. června 1990    | Ministr dopravy a spojů, od 1. února 1990 ministr dopravy                             |
| 6 | Jiří Nezval       | Není dostupný portrét |         | 2. vláda M. Čalfy                                                                                             | 27. června 1990 – 2. července 1992  | Ministr dopravy                                                                       |
| 7 | Antonín Baudyš    |                       | KDU-ČSL | Vláda J. Stráského                                                                                            | 2. července 1992 – 29. října 1992   | Ministr pověřený řízením ministerstva dopravy                                         |